# Gekijōban Hibike! Euphonium: Chikai no Finale
Gekijōban Hibike! Euphonium: Chikai no Finale (jap. 劇場版 響け！ユーフォニアム ～誓いのフィナーレ～) – japoński film animowany z 2019 roku na podstawie serii powieści autorstwa Ayano Takedy. Film wyreżyserował Tatsuya Ishihara na podstawie scenariusza napisanego przez Jukkiego Hanadę, za produkcję odpowiadało studio Kyoto Animation, a za dystrybucję Shōchiku. Premiera odbyła się 5 kwietnia 2019 w Yūrakuchō w Tokio, natomiast do japońskich kin film trafił 19 kwietnia.

## Fabuła
Pierwszego dnia roku szkolnego, jako uczennica drugiej klasy Liceum Kitauji, Kumiko Ōmae poznaje pierwszoklasistkę Kanade Hisaishi, która dołącza do szkolnej orkiestry jako eufonistka. Uczniowie pierwszego roku Mirei Suzuki, Satsuki Suzuki i Motomu Tsukinaga również dołączają do sekcji basowej. Pierwszego dnia ćwiczeń Yūko Yoshikawa, przewodnicząca zespołu, przydziela Kumiko i Tomoe Kabe do nadzorowania nowych członków i wyznacza cel, aby zespół zdobył złoto na ogólnokrajowym konkursie orkiestr dętych. Kumiko zauważa dystans między juniorami a seniorami. Podczas festiwalu Mirei opuszcza zespół, ponieważ odkrywa, że Hazuki Katō i Satsuki nie traktują występu poważnie, tak jak chciała od momentu dołączenia. Kumiko idzie za nią razem z Kanade i przekonuje ją do powrotu. Zespół koncertowy Liceum Kitauji z powodzeniem występuje na festiwalu.
Na próbie zespołu Noboru Taki ogłasza, że utworem wyznaczonym na konkurs jest „March Sky Blue Dream”, natomiast utworem dowolnym „Liz to aoi tori”, a także zapowiada nadchodzące przesłuchanie. Kumiko towarzyszy swojemu chłopakowi Shūichiemu Tsukamoto na festiwalu prefekturalnym, a później spotyka się z Reiną Kōsaką, z którą rozmawiają o swojej przyszłości, ponieważ wkrótce rozpoczną trzeci rok nauki w liceum. Jakiś czas później na treningu Tomoe ogłasza wycofanie się z konkursu, aby zamiast tego pełnić role menadżerki. Następnie wyjawia Kumiko, że ma zapalenie stawów skroniowo-żuchwowych. Później Kanade zwierza się Kumiko ze swojej frustracji związanej z Natsuki Nakagawą, ponieważ ta prosi ją o pomoc, mimo że jest od niej starsza. W dniu przesłuchania Natsuki zauważa, że Kanade nie występuje na poważnie, więc prosi pana Takiego o opóźnienie jej przesłuchania. Dochodzi do ostrej kłótni między Kanade a Natsuki, podczas której ta pierwsza stwierdza, że oblewa przesłuchanie, by ustąpić miejsca tej drugiej, która wkrótce kończy szkołę. Kumiko rozmawia poprzez Kanade, która podzieliła się swoimi doświadczeniami z uczennicą ostatniej klasy gimnazjum. Przesłuchanie kończy się pomyślnie dla Kumiko, Kanade i Natsuki.
Zespół bierze udział w obozie treningowym prowadzonym przez pana Takiego, Masahiro Hashimoto i Satomi Nīyamę. Później w nocy Kumiko i Shūichi postanawiają się rozstać, aby skupić się na zespole. Podczas konkursu, absolwenci i byli członkowie orkiestry Kaori Nakaseko, Haruka Ogasawara i Asuka Tanaka przybywają, aby obejrzeć występ Kitauji. Po występie, zespół zdobywa fałszywy złoty medal, nie awansując do zawodów krajowych. W scenie po napisach końcowych Kanade wita się z Kumiko, która jest teraz przewodniczącą zespołu.

## Obsada
| Postać             | Seiyū            |
| ------------------ | ---------------- |
| Kumiko Ōmae        | Tomoyo Kurosawa  |
| Hazuki Katō        | Ayaka Asai       |
| Sapphire Kawashima | Moe Toyota       |
| Reina Kōsaka       | Chika Anzai      |
| Kanade Hisaishi    | Sora Amamiya     |
| Mirei Suzuki       | Ayaka Nanase     |
| Satsuki Suzuki     | Misaki Kuno      |
| Motomu Tsukinaga   | Shimba Tsuchiya  |
| Shūichi Tsukamoto  | Haruki Ishiya    |
| Natsuki Nakagawa   | Konomi Fujimura  |
| Yūko Yoshikawa     | Yuri Yamaoka     |
| Takuya Gotō        | Kenjirō Tsuda    |
| Riko Nagase        | Miyuki Kobori    |
| Asuka Tanaka       | Minako Kotobuki  |
| Haruka Ogasawara   | Saori Hayami     |
| Kaori Nakaseko     | Minori Chihara   |
| Kentarō Ōmae       | Hiroshi Naka     |
| Akiko Ōmae         | Haruhi Nanao     |
| Mamiko Ōmae        | Manami Numakura  |
| Michie Matsumoto   | Aya Hisakawa     |
| Satomi Nīyama      | Hōko Kuwashima   |
| Masahiro Hashimoto | Yūichi Nakamura  |
| Noboru Taki        | Takahiro Sakurai |

## Produkcja
W czerwcu 2017 Kyoto Animation ujawniło jeden z dwóch nowych filmów anime w reżyserii Tatsuyi Ishihary, przedstawiający Kumiko Ōmae rozpoczynającą drugi rok nauki w liceum. Studio po raz pierwszy ogłosiło go pod tytułem 2-Nensei ni natta Kumiko-tachi (jap. 2年生になった久美子たち). Oficjalny tytuł filmu został ujawniony w czerwcu 2018, wraz z podtytułem Chikai no Finale (jap. 誓いのフィナーレ Chikai no fināre).
We wrześniu 2018 podano do wiadomości, że za scenariusz i projekty postaci odpowiadać będą odpowiednio Jukki Hanada i Shoko Ikeda, a także że Tomoyo Kurosawa, Ayaka Asai, Moe Toyota, Chika Anzai, Haruki Ishiya, Konomi Fujimura, Yuri Yamaoka, Kenjirō Tsuda i Miyuki Kobori ponownie udzielą głosu postaciom z serialu anime na potrzeby filmu. W grudniu 2018 ujawniono dodatkowych członków ekipy produkcyjnej, w tym Mutsuo Shinoharę jako dyrektora artystycznego, Hiroyuki Takahashi jako projektanta instrumentów i Kazuyę Takao jako reżysera obrazu. W tym samym miesiącu Minako Kotobuki i Takahiro Sakurai dołączyli do powracającej obsady, ponownie wcielając się w swoje role z serii anime. Ogłoszono również nowych seiyū: Sora Amamiya jako Kanade, Ayaka Nanase jako Mirei, Misaki Kuno jako Satsuki i Shimba Tsuchiya jako Motomu.

## Ścieżka dźwiękowa
We wrześniu 2018 ujawniono, że Akito Matsuda skomponuje muzykę do filmu. W grudniu tego samego roku poinformowano, że True wykona motyw przewodni filmu, z kolei jego tytuł, „Blast!”, ujawniono w lutym 2019. Utwór został wydany w Japonii 17 kwietnia jako singiel. Oryginalna ścieżka dźwiękowa filmu, z podtytułem The Endless Melody, została wydana w Japonii 22 maja 2019 oraz cyfrowo 4 kwietnia 2022.
| Lista utworów [Dysk 1] | Lista utworów [Dysk 1] | Lista utworów [Dysk 1] |
| Nr                     | Tytuł utworu | Długość                |
| ---------------------- | --- | ---------------------- |
| 1.                     | „Koregawatashinoikirumichi (Short - ko hensei Ver.) (これが私の生きる道 (Short-小編成 Ver.))”                                                   | 2:00                   |
| 2.                     | „Hibike! Euphonium (Kumiko Solo Ver.) (響け!ユーフォニアム (久美子Solo Ver.))”                                                                  | 1:50                   |
| 3.                     | „Atarashī kao o mukaete (新しい顔を迎えて)” | 2:52                   |
| 4.                     | „Ketsui o aratani (決意を新たに)” | 1:35                   |
| 5.                     | „Sokohakatonai fuan (そこはかとない不安)” | 1:18                   |
| 6.                     | „Ki ni kakaru futari (気にかかる二人)” | 1:23                   |
| 7.                     | „Erabanai to iu sentaku (選ばないという選択)”                                                                                                   | 1:44                   |
| 8.                     | „Boléro” | 4:42                   |
| 9.                     | „Samba de Loves You (Short Ver.)” | 2:06                   |
| 10.                    | „Yukaina chūba (Hazuki Ver.) (愉快なチューバ (葉月 Ver.))”                                                                                      | 0:25                   |
| 11.                    | „Tsudzura reta omoi (綴られた想い)” | 1:22                   |
| 12.                    | „Sekkin suru kokoro to kao (接近する心と顔)” | 2:17                   |
| 13.                    | „Kokō no toranpetto (Yozora ni mukete Ver.) (孤高のトランペット (夜空に向けて Ver.))”                                                           | 0:30                   |
| 14.                    | „Rizu to aoi tori dai 3 gakushō kara toranpettosoro (Kumiko no tame ni Ver. ) (リズと青い鳥 第3楽章からトランペットソロ (久美子のために Ver.))” | 1:54                   |
| 15.                    | „Odayaka ni gakki o oku toki (おだやかに楽器を置くとき)”                                                                                        | 1:32                   |
| 16.                    | „Moshi kekka ga dete inakattara (もし結果が出ていなかったら)”                                                                                   | 2:19                   |
| 17.                    | „Ame no naka, mune ni sasaru toge (雨の中、胸に刺さるとげ)”                                                                                     | 2:25                   |
| 18.                    | „Ganbaru ttena ndesu ka? (がんばるってなんですか?)”                                                                                             | 4:25                   |
| 19.                    | „Happy Ice Cream (ハッピーアイスクリーム)” | 0:50                   |
| 20.                    | „Sonohi wa kita (その日は来た)” | 2:10                   |
| 21.                    | „Liz to aoi tori (Konkūru-yō henshū Ver. ) (リズと青い鳥 (コンクール用編集 Ver.))”                                                              | 8:44                   |
| 22.                    | „Soshite,-ji no kyoku ga hajimaru (そして、次の曲が始まる)”                                                                                     | 4:43                   |
|                        | | 53:06                  |

| Lista utworów [Dysk 2] | Lista utworów [Dysk 2]                                                                             | Lista utworów [Dysk 2] |
| Nr                     | Tytuł utworu                                                                                       | Długość                |
| ---------------------- | -------------------------------------------------------------------------------------------------- | ---------------------- |
| 1.                     | „Rajiotaisōdaiichi (ラジオ体操第一)”                                                               | 3:09                   |
| 2.                     | „Koregawatashinoikirumichi (Full - daihentai Ver.) (これが私の生きる道 (Full-大編成 Ver.))”        | 3:38                   |
| 3.                     | „Koregawatashinoikirumichi (Short - daihentai Ver.) (これが私の生きる道 (Short-大編成 Ver.))”      | 2:01                   |
| 4.                     | „Omo yo, hito no nozomi no yorokobi yo (Clarinets Ver.) (主よ、人の望みの喜びよ (Clarinets Ver.))” | 3:29                   |
| 5.                     | „Samba de Loves You (Full Ver.)”                                                                   | 3:54                   |
| 6.                     | „Kageki „Turandot” yori (歌劇「トゥーランドット」より)”                                            | 12:44                  |
| 7.                     | „March Sky Blue Dream (マーチ・スカイブルー・ドリーム)”                                            | 3:11                   |
| 8.                     | „Blast! (True & Wind Orchestra Ver.)”                                                              | 5:10                   |
|                        | | 37:16                  |

## Wydanie
Wczesne pokazy filmu odbyły się w Yūrakuchō Asahi Hall w Yūrakuchō 5 kwietnia 2019, oraz w Movix w Kioto 11 kwietnia. Premiera w pozostałych japońskich kinach odbyła się z kolei 19 kwietnia 2019. W następstwie pożaru w studiu Kyoto Animation, Shōchiku zorganizowało specjalny pokaz filmów wyprodukowanych przez studio „aby stworzyć ludziom możliwość obejrzenia... dzieł... Kyoto Animation na dużym ekranie”; film był wyświetlany w Movix w Kioto 29 listopada 2019.
Film został wydany na Blu-ray i DVD w Japonii 26 lutego 2020. Był również emitowany na antenie AT-X 14 marca 2021, a także został udostępniony na U-Next, d Anime Store i Bandai Channel 1 grudnia, na Hulu Japan 6 lutego 2022, na BS12 Twellv 10 lipca, na DMM TV 15 marca 2023, oraz na japońskim Amazon Prime Video 22 kwietnia.